# Elektroätzen
Elektroätzen ist ein chemisches Bearbeitungsverfahren mit dem Metalle oder Metallschichten mit Unterstützung eines elektrischen Stromes abgetragen werden können. Es handelt sich um eine spezielle Form des Ätzens, bei der keine korrosiven Substanzen verwendet werden müssen. Gleichzeitig stellt das Verfahren einen Spezialfall der Galvanotechnik dar.

## Wirkprinzip
Hierbei wird das Werkstück zunächst an den nicht zu bearbeitenden Stellen mit einem Lack geschützt. Anschließend wird das zu bearbeitende Werkstück in einen Elektrolyten getaucht und als Anode in einen Stromkreis geschaltet. Eine zweite, zumeist aus Edelmetall bestehende Elektrode wird als Kathode in den Elektrolyten getaucht. Wird ein Strom angelegt, lösen sich aus der Anode Metallionen und wandern durch den Elektrolyten zur Kathode. Hier werden die Ionen wieder neutralisiert und scheiden sich ab oder fallen aus der Lösung als Niederschlag aus. Das Material an der Anode nimmt an den nicht mit Lack bedeckten Stellen langsam ab.

## Verwendung
Anwendung findet das Verfahren beim Ätzen von Metallen. Vorteilhaft ist, dass keine ätzenden Flüssigkeiten oder Gase verwendet werden müssen. Weiterhin können selektiv Metallschichten abgetragen werden, weil sich nicht alle Metalle in einem Elektrolyten gleich gut lösen. Werden gezielt Bereiche eines Werkstücks mit einer Maske abgedeckt, so lassen sich vielfältige Muster auf der Oberfläche erzeugen.